# Хлевицький Віталій Борисович
Ві́талій Бори́сович Хлеви́цький  (24 червня 1968, Ужгород — 8 серпня 2019, Київ) — український спецпризначинець та науковець. Кандидат юридичних наук, засновник відділу контррозвідувального захисту від протиправних посягань систем міжбанківських електронних платежів Департаменту контррозвідувального захисту економіки держави СБУ, один із засновників Департаменту контррозвідувального захисту інтересів держави у сфері інформаційної безпеки СБУ. Професор кафедри Національної академії Служби безпеки України.

## Освіта
У 1990 році закінчив Київське вище інженерне радіотехнічне училище протиповітряної оборони, за фахом «радіоінженер». Після закінчення училища до грудня 1992 року проходив службу в Збройних Силах СРСР і ЗС України.
У 1998 р. отримав другу вищу освіту з кваліфікацією «юрист — правознавець» на економіко-правовому факультеті Донецького національного університету.

## Кар'єра
З 1992 року по квітень 2014 року В. Хлевицький працював у в підрозділах контррозвідки Центрального апарату СБ України на оперативних та керівних посадах.
У червні 2000 р. — начальник, що створив відділ контррозвідувального захисту від протиправних посягань систем міжбанківських електронних платежів Департаменту контррозвідувального захисту економіки держави СБУ (в подальшому — відділ боротьби із кіберзлочинністю, що загрожує держбезпеці). Член міжвідомчої робочої групи з питань розроблення проєктів Концепції інформаційної безпеки та Програми боротьби із злочинами у сфері інформаційних технологій.
З 2004 р. по 2012 р. В. Хлевицький обіймав посаду заступника начальника, начальника Управління контррозвідувального забезпечення інформаційної безпеки держави (УКІБ) Департаменту контррозвідки СБУ (утворено на базі відділу по боротьбі з кіберзлочинністю).
У 2012 р. за рішенням керівництва держави на основі УКІБ був утворений Департамент контррозвідувального захисту інтересів держави у сфері інформаційної безпеки СБУ, в якому до квітня 2014 р Віталій обіймав посаду першого заступника керівника Департаменту.
У квітні 2014 р. звільнився з лав СБУ за власною ініціативою.
Помер 8 серпня 2019 року на 52-му році життя.

## Наукова діяльність
- Кандидат юридичних наук (2006 р. захистив дисертацію на тему «Кримінологічна характеристика злочинів у сфері електронно-обчислювальних машин, систем та комп'ютерних мереж (за матеріалами СБУ)».
- Старший науковий співробітник (з 2012 р). Віталій Борисович брав безпосередню участь в підготовці ряду законодавчих та інших нормативно-правових актів, відомчих наказів та інструкцій[9].

## Автор наукових праць
- Автор і співавтор понад 30 наукових праць і статей в сфері інформаційної безпеки.
- Проблемні питання імплементації в Україні норм міжнародного законодавства щодо захисту прав людини у процесі протидії кіберзлочинності/ Хлевицький Віталій Борисович./Інформаційна безпека людини, суспільства, держави. — 2013. — № 2.[10][11]
- Реформування чинного законодавства України у світлі Конвенції про кіберзлочинність / В. Хлевицький // Підприємництво, господарство і право. – 06/2006. – N6. – С.123-126.[12]
- Основні напрямки вдосконалення нормативно-правового забезпечення боротьби правоохоронних органів України з кіборгзлочинністю / В. Хлевицький. - С.51[13]
- Інформаційна безпека як одна із основних складових національної безпеки України / В. Хлевицький. - С.70-72.[14]

## Нагороди та відзнаки
- Орден Данила Галицького (2011)[15]

## Сім'я
- Батько — Хлевицький Борис Тимофійович (1942-2011), генерал-лейтенант СБУ[16], Заслужений юрист України.
- Мати – Хлевицька Михалина Львівна (1946), інженер-математик.
- Сестра – Хлевицька Тетяна Борисівна (1973), к.е.н., доцент, експерт в стратегуванні сталого розвитку бізнес-структур.
- Донька – Хлевицька Єлизавета Віталіївна (1991), експерт в галузі фінансів та туризму.